# Eximbank
El Export-Import Bank of the United States (Ex-Im Bank o Eximbank) es la agencia de créditos para exportaciones de los Estados Unidos. Su misión es apoyar con financiamiento las exportaciones de productos y servicios estadounidenses hacia mercados internacionales.
Fue establecido por el Congreso de los Estados Unidos en 1934, como una entidad autónoma, para financiar u otorgar garantías y seguros a compras de bienes y servicios a los Estados Unidos, por parte de compradores extranjeros que no son capaces, o que no están dispuestos, a aceptar el riesgo del crédito. El banco asume el riesgo del país y el riesgo crediticio que las entidades privadas, no pueden o no quieren aceptar. 
En su acción, Eximbank ayuda a equiparar las condiciones para los exportadores de los Estados Unidos, igualando la financiación que otros gobiernos brindan a sus exportadores. Con más de 70 años de experiencia, Eximbank ha respaldado más de US$ 400.000 millones de exportaciones, para el desarrollo de mercados mundiales.
En el mundo existen muchos otros bancos que se llaman Eximbank, y que prestan servicios similares al de Estados Unidos. Tal es el caso de China, Corea, Turquía, Rumania y Vietnam entre otros. 